# هارولد ثروكمورتون
هارولد ثروكمورتون (بالإنجليزية: Harold Throckmorton)‏ مواليد 12 أبريل 1897 في نيو جيرسي، الولايات المتحدة، كان لاعب كرة مضرب أمريكي. كما أنه أحد أبطال الجراند سلام حيث حقق لقب البطولة الأمريكية في سنة 1917.

## النهائيات

### اللقب (1)
| السنة | الدورة            | الشريك       | المنافس                  | النتيجة        |
| 1917  | البطولة الأمريكية | فريد ألكسندر | هاري جونسون ايرفينغ رايت | 11-9, 6-4, 6-4 |